# کاپ‌کیک
اِلیزابِت ایدن هَریس (به انگلیسی: Elizabeth Eden Harris؛ زادهٔ ۳۱ مهٔ ۱۹۹۷) شناخته شده با نام هنری کاپ‌کِیک (به انگلیسی: Cupcakke تلطیف به‌شکل cupcakKe) رپر و خواننده-ترانه‌پرداز آمریکایی می‌باشد.
کاپ‌کیک از اواخر سال ۲۰۱۲ با انتشار آهنگ‌هایی از خود در اینترنت کار خود را شروع کرد و در سال ۲۰۱۶ دو آهنگ او با نام‌های «حلق‌کنی» و «واژن» در لیستِ مجله رولینگ استون در رتبهٔ ۲۳ قرار گرفت.

## اوایل زندگی
الیزابت ایدن هریس در ۳۱ مهٔ سال ۱۹۹۷ در شیکاگو، ایلینوی چشم بر جهان گشود. هریس توسط یک مادر مجرد بزرگ شد و نزدیک چهار سال زندگی خود را در پناهگاه‌های افراد بی‌خانمان شیکاگو گذارند که از هفت سالگی شروع شد. هریس در ترانهٔ «ایس هاردور» خود به تجربیاتش با افسردگی و درمورد اینکه چطور توسط پدرش که یک کشیش است مورد تجاوز جنسی قرار گرفته، پرداخته‌است.